# Albert C. Cohn
Albert Cohn (20 de diciembre de 1885 - 8 de enero de 1959) fue un juez integrante de la Suprema Corte del Estado de Nueva York y padre de Roy Cohn. Fue una influyente figura en la política del Partido Demócrata (Estados Unidos).

## Biografía
Nació el 20 de diciembre de 1885 y se casó con Dora Marcus (1892–1967) en 1924 cuando era Primer Fiscal de distrito (Estados Unidos) para el Condado del Bronx. Fue padre de un solo hijo, Roy Cohn, en 1927. Cohn fue investido juez de la Suprema Corte de Nueva York, sección tercera (Bronx) en abril de 1929. Por una resolución suya, en 1931, se le quitó el control del boxeo amateur en Nueva York, a la Amateur Athletic Union (AAU), para situar esta actividad deportiva bajo el control de la Comisión de Atletismo del Estado de Nueva York. En abril de 1937, el Gobernador Herbert H. Lehman promovió a Cohn para que acupara el cargo de juez de la Corte del Estado, División de Apelación, por el término de cinco años.
Cohn también encabezó un programa para lograr la acreditación de su alma mater, la New York Law School (Escuela de Derecho de Nueva York), ante la American Bar Association (Asociación Norteamericana de Abogados), entidad que establece los estándares académicos y éticos de las escuelas de derecho del país, iniciando esta campaña en 1947, para lograr finalmente la acreditación en 1954. Falleció el 8 de enero de 1959 en la Ciudad de  Nueva York.